# District d'Urjar
Le district d’Urjar (en kazakh : Ұлан ауданы) est un district de l'oblys d'Abay (intégré avant 2022 au Kazakhstan-Oriental) au Kazakhstan.

## Géographie
Le centre administratif du district est la ville d'Urjar.

## Démographie
Le district a une population estimée de 81 008 habitants en 2013.